# Sina Heffner

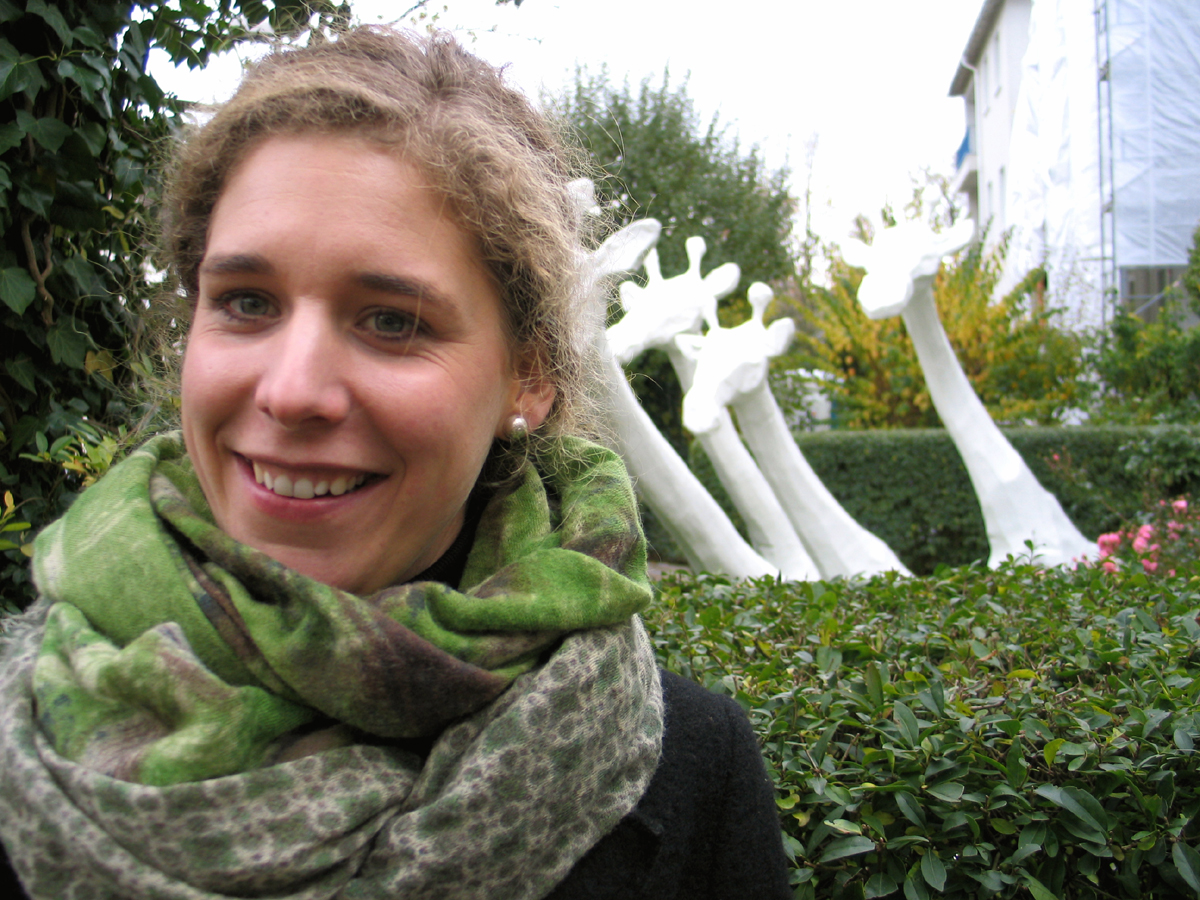
Sina Heffner vor Wasserläufer in der Ausstellung Wintergärten V – H2O in der Güntherstraße, Hannover

Sina Heffner (* 12. Januar 1980 in Bielefeld) ist eine  zeitgenössische deutsche Künstlerin.

## Leben
Sina Heffner studierte zwischen 1998 und 2004 Kunst an der Hochschule für Bildende Künste Braunschweig bei Hartmut Neumann und Thomas Virnich. 2005 war sie Meisterschülerin bei Thomas Virnich.
Zurzeit ist sie künstlerisch-wissenschaftliche Mitarbeiterin am Institut für Architekturbezogene Kunst der TU Braunschweig.

## Werke
Ausgangspunkt für Heffners Arbeiten ist vor allem die Natur, insbesondere die Tierwelt. Sie schafft Skulpturen und Installationen, die den Raum sprengen und den Betrachter zur Auseinandersetzung mit Licht, Schatten, Form und Raum bewegen. Oft reduziert sie die Form auf das minimal Notwendige. Sie analysiert, abstrahiert und reduziert, um mit unorthodoxen, einfachen und vielfältigen Materialien wie Holz, Draht, Papier, Kunststoff und Latex zu experimentieren.

## Auszeichnungen (Auswahl)
- 2023: 1. Preis, Kunst am Bau Wettbewerb, IGS Büssingweg Hannover
- 2015: 1. Preis, Kunst am Bau Wettbewerb, Landwirtschaftskammer Niedersachsen[4]
- 2014: 1. Preis, Kunst am Bau Wettbewerb, pbr Rohling AG, Osnabrück[5][6]
- 2004: Kunstpreis Gifhorn
- 2008: Kunstpreis der Stadt Schloß Holte – Stukenbrock
- 2008: Gustav-Weidanz-Preis für Plastik.[7] von der Burg Giebichenstein Kunsthochschule Halle
- 2007–08: Stipendium, Bildhauerei der Künstlerstätte Stuhr - Heiligenrode[8]
- 2005–06: Stipendiatin im Künstlerhaus Meinersen[9]
- 2002–04: Stipendiatin der Studienstiftung des Deutschen Volkes

## Ausstellungen (Auswahl)

### Einzelausstellungen
- 2005: Gruppenbild, Foyer für junge Kunst, Braunschweig
- 2008: Ausschnitte, Kunstverein Wolfenbüttel
- 2009: Stiftung Moritzburg, Kunstmuseum des Landes Sachsen-Anhalt, Halle (Saale)
- 2009: Kulturforum, Schloss Holte–Stukenbrock
- 2011: Durchblicke, Kunst in Glashäusern, Insel Wilhelmstein
- 2011: Zu Gast, Staatliches Naturhistorisches Museum, Braunschweig
- 2015: Stand der Dinge, Kunstverein Oerlinghausen
- 2016: Eine Ausstellung, zwei Länder, drei Orte, Museumsberg Flensburg; Kunstmuseum Tondern, Dänemark
- 2021: loom, mit Svenja Maaß, Kunstverein Buchholz/Nordheide
- 2022: mitten im neben – Sina Heffner & Svenja Maaß, PaK – Palais für aktuelle Kunst, Glückstadt

### Gruppenausstellungen
- 2005: Landgang, Skulpturenprojekt Munster
- 2007: auswärts, Kunstverein Meissen
- 2009: verschachtelt, Junge Kunst, Wolfsburg
- 2010: Raum und Skulptur, Kunstverein Gelsenkirchen
- 2011: Salon Salder, Städtische Kunstsammlung Salzgitter
- 2011: BS-Visite, Rebenpark Braunschweig
- 2012: residence – Junge Kunst aus Niedersachsen, Zentrum für zeitgenössische Kunst, Syke
- 2012: Wintergärten, Hannover
- 2012: Kunst findet Stadt, Wolfenbüttel
- 2013: Wasserkunst, Rittergut Edelhof Ricklingen, Hannover
- 2014: Neue Kunst in alten Gärten, Lenthe
- 2016: Salon Salder, Städtische Kunstsammlung Salzgitter
- 2017: Artcore, Städtische Ausstellungshalle, Braunschweig
- 2017: Verformungen, Landschaftspark Edelhof, Hannover
- 2019: Kunstpfad, Hutten-Heiligenborn
- 2021: Dinge im Park, Museumspark Seppensen
- 2021: Habitate, Städtische Kunstsammlung Salzgitter
- 2023: My Choice MC#6, Städtische Galerie Wolfsburg
- 2024: Everyone but Caspar! Kunsthalle Niendorf, Hamburg

## Kunst im öffentlichen Raum
- Löffler ehemalige Rollei Werke, Campus 3,  Braunschweig
- Lindenblatt, Weddel
- Steinbock Braunschweiger Baugenossenschaft, Braunschweig
- Giraffe Klieversberg, Braunschweiger Straße, Wolfsburg[10]
- Flugstunde Frankfurter Platz, Braunschweig
- Ansiedlung 2, Seeliger Park, Wolfenbüttel
- Im Fluss pbr Rohling AG, Osnabrück
- Balance I/I  LBZ Echem
- Gipfelsitzer Museumspark Seppensen in der Nordheide